# Pinetum De Dennenhorst
Pinetum De Dennenhorst is een naaldbomentuin, aan de Boslaan te Lunteren. Het ligt aan de rand van Het Luntersche Buurtbosch. Het is in 1934 gesticht door Ir. H.L. Dinger en bevatte in 2009 een collectie van ongeveer 1200 verschillende naaldboomsoorten, -variëteiten en -cultivars.

## Geschiedenis
Het pinetum werd gesticht door ir. Henri Louis Dinger (1897 – 1985). Henri Dinger woonde het grootste deel van zijn leven in huize 'De Dennenhorst'. Dit houten huis, op de hoek van de Boslaan en de Molenweg, was in 1907 door zijn vader, A.E. Dinger gebouwd. A.E. Dinger was een koopman uit Rotterdam. Op advies van zijn broer, de Lunterse notaris Rutgerus Dinger, kocht hij in 1933 een terrein van ca. 6 ha. aan de Boslaan, plaatselijk bekend als 'de Kachelhei'. Het was een heuvelachtig stukje grond vol gaten en kuilen, die ontstaan waren doordat de plaatselijke bevolking hier grind won. In 1934 werden hier de eerste bomen van het pinetum geplant. De eerste boom - geplant op 29 maart door de vader van H.L. Dinger - was een blauwe atlasceder van de cultivar Cedrus atlantica 'Glauca'. Er werden in dat jaar in totaal 150 coniferen geplant.
Dinger, die in Nederlands-Indië werkte, keerde in 1939 voorgoed naar Lunteren terug. Na de Tweede Wereldoorlog reisde hij samen met zijn vrouw stad en land af om bomen te verzamelen.
Op 28 maart 2009 werd het vijfenzeventigjarig jubileum gevierd met de opening van een nieuwe werkschuur en het planten van een venijnboom van de cultivar Taxus baccata 'Amersfoort' door Eduard Dinger, zoon van de stichter en wethouder W.J. Dekker van de gemeente Ede.

## Beheer
Het pinetum is eigendom van de familie Dinger en hun nakomelingen. De Stichting “Vrienden van het Pinetum De Dennenhorst” ondersteunt bij het onderhoud en beheer van het pinetum, draagt zorg voor activiteiten en verwerft (financiële) middelen. Het terrein wordt begraasd door schapen. Om die reden is het pinetum niet (meer) toegankelijk voor honden. Overigens is het pinetum van zonsopgang tot zonsondergang vrij toegankelijk.

## Collectie
De collectie bestond in 1999 uit circa 1200 taxa (soorten, variëteiten en cultivars). Daartoe behoren o.a.:
- Grove den Pinus sylvestris
- Fijnspar Picea abies, waaronder de cultivars 'Cincinnata', 'Cranstonii' en 'Virgata'
- Picea polita
- Brewers treurspar Picea breweriana
- Coloradozilverspar Abies concolor var. iowiana
- Westelijke hemlockspar Tsuga heterophylla
- Mertens' berghemlockspar Tsuga mertensiana
- Macedonische den Pinus peuce
- Douglasspar Pseudotsuga menziesii var. glauca
- Zwarte spar Picea mariana 'Doumetii'
- Mammoetboom Sequoiadendron giganteum
- Japanse parasolden Sciadopitys verticillata
- Nootkacipres Chamaecyparis nootkatensis
- Chinese witte den Pinus armandii
- Cederhoutboom Juniperus virginiana
- Struikden Pinus banksiana

## Afbeeldingen

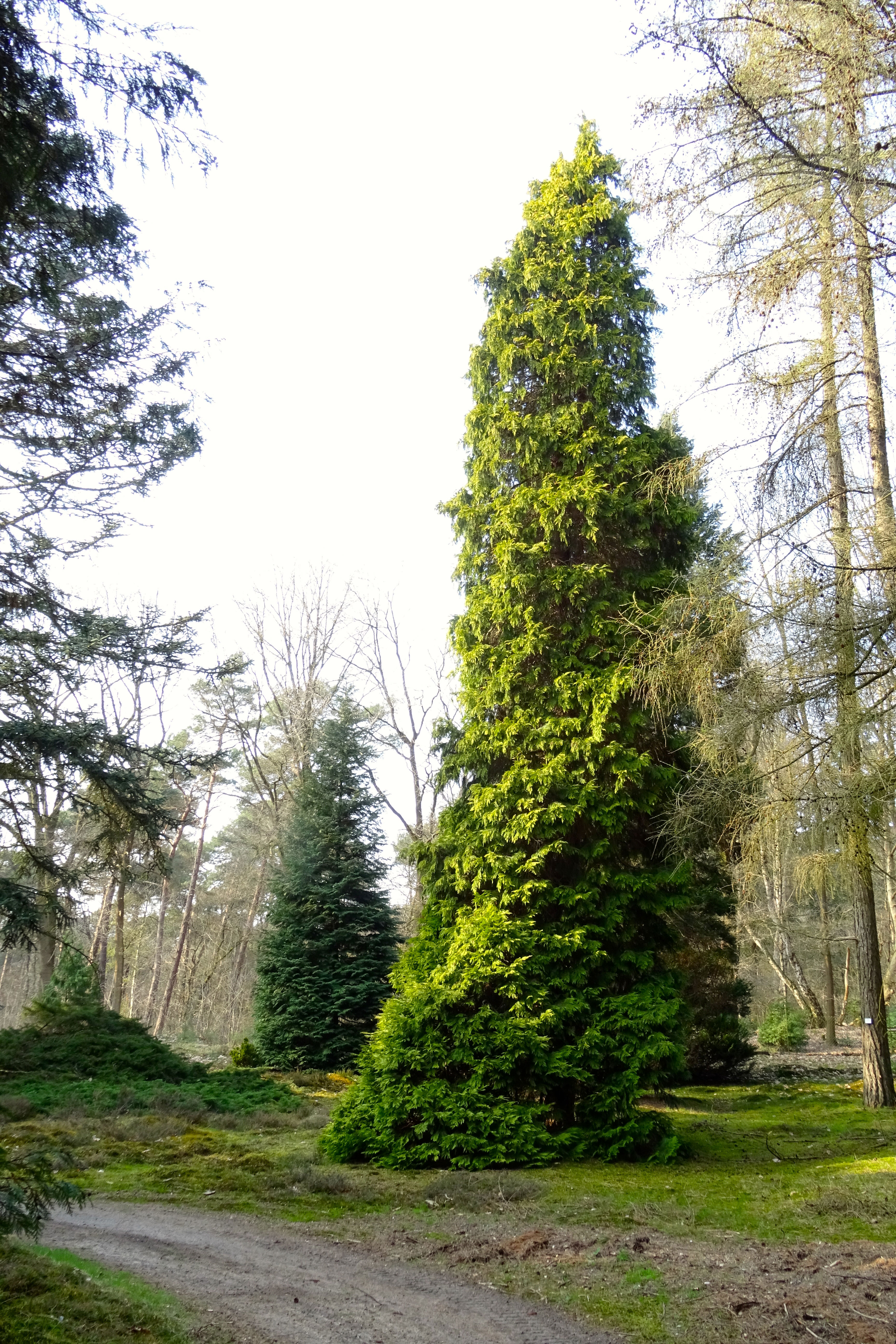
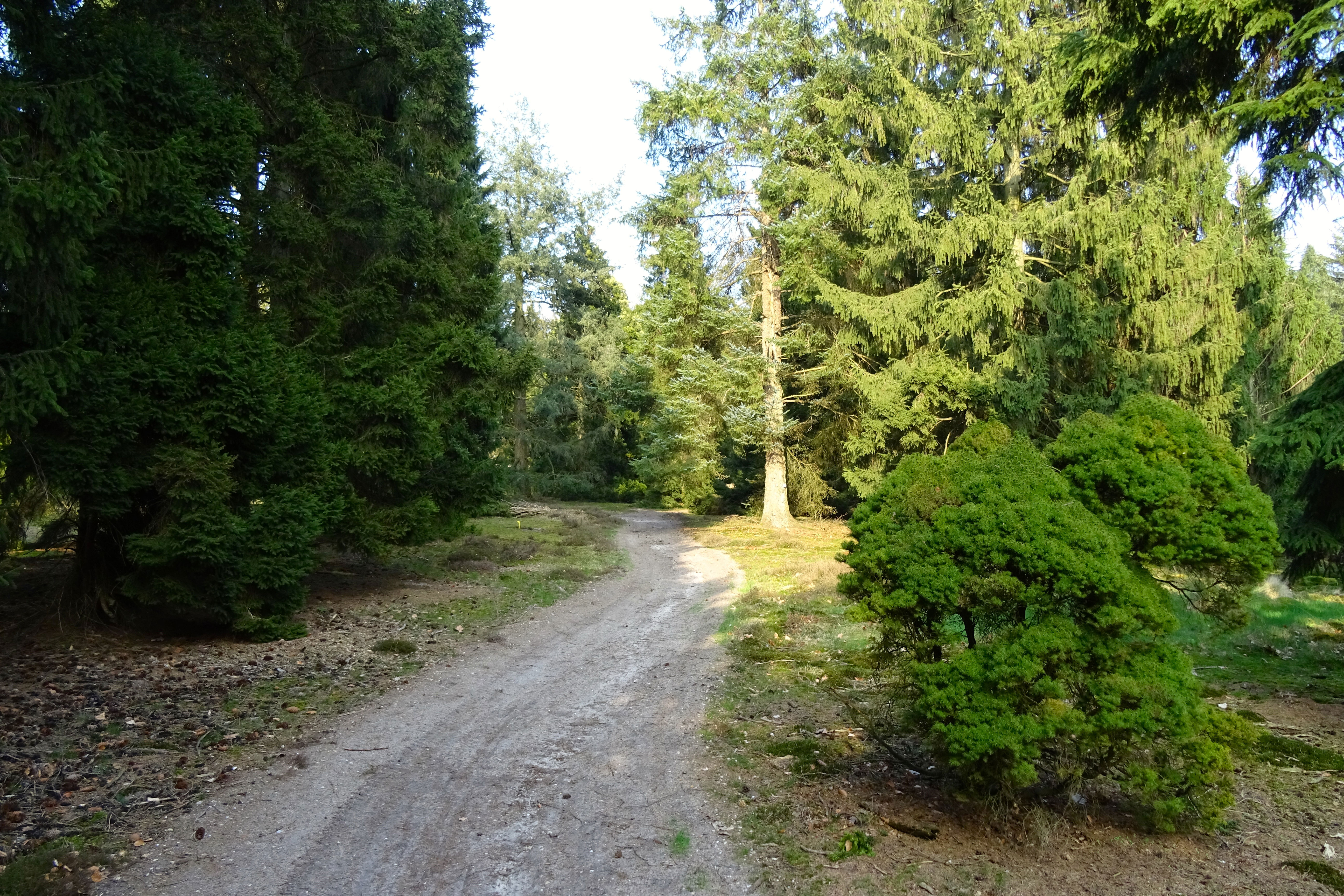
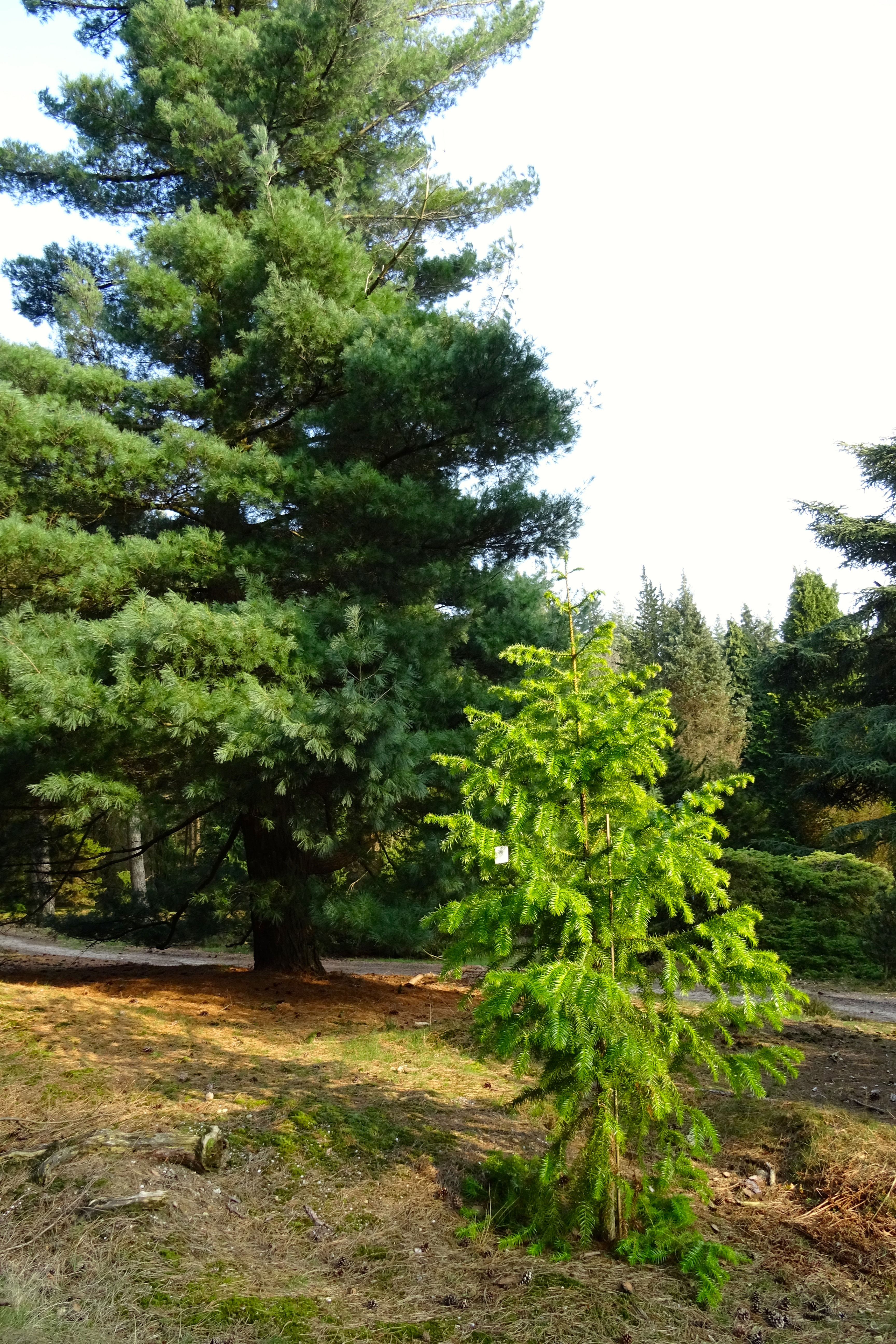
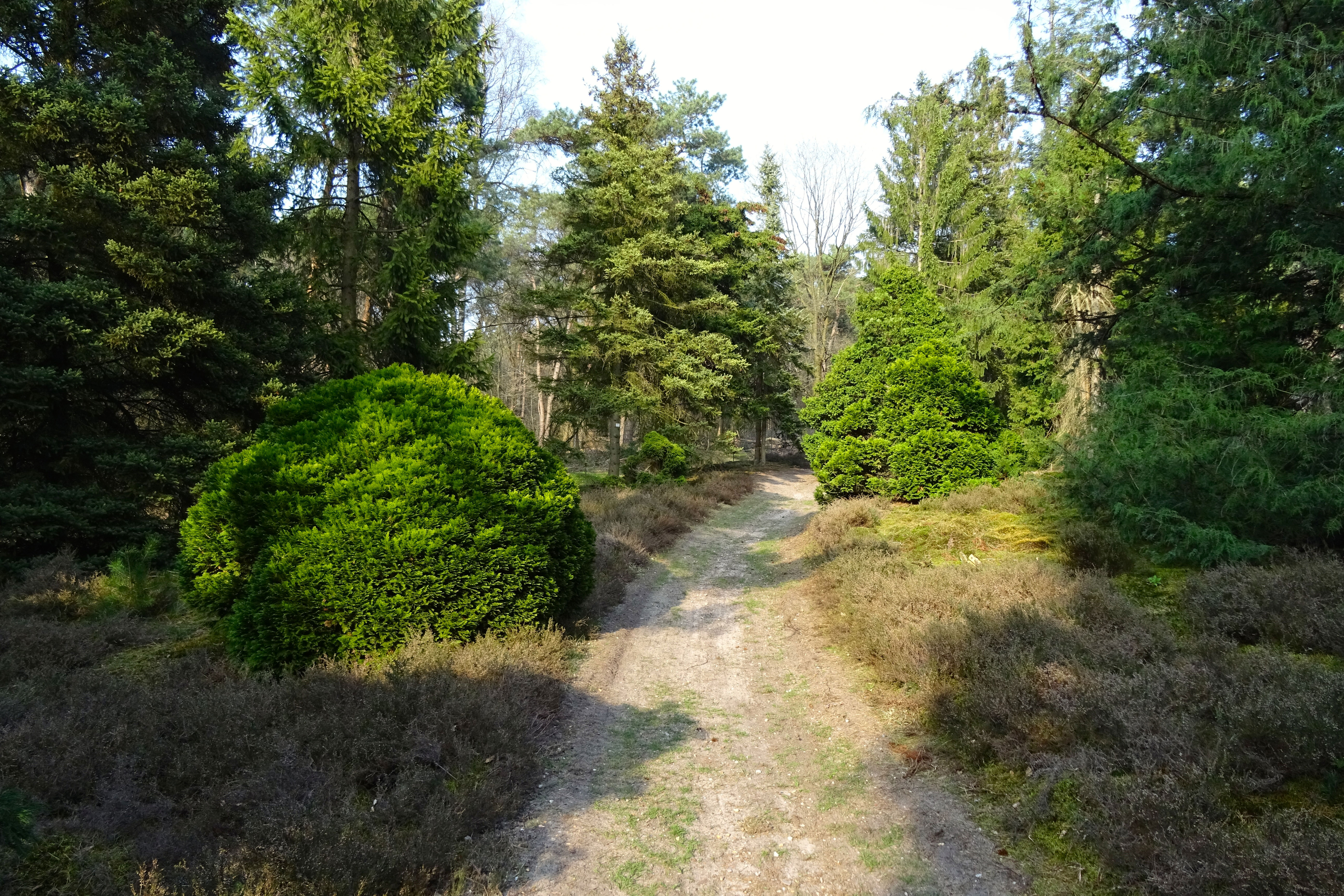
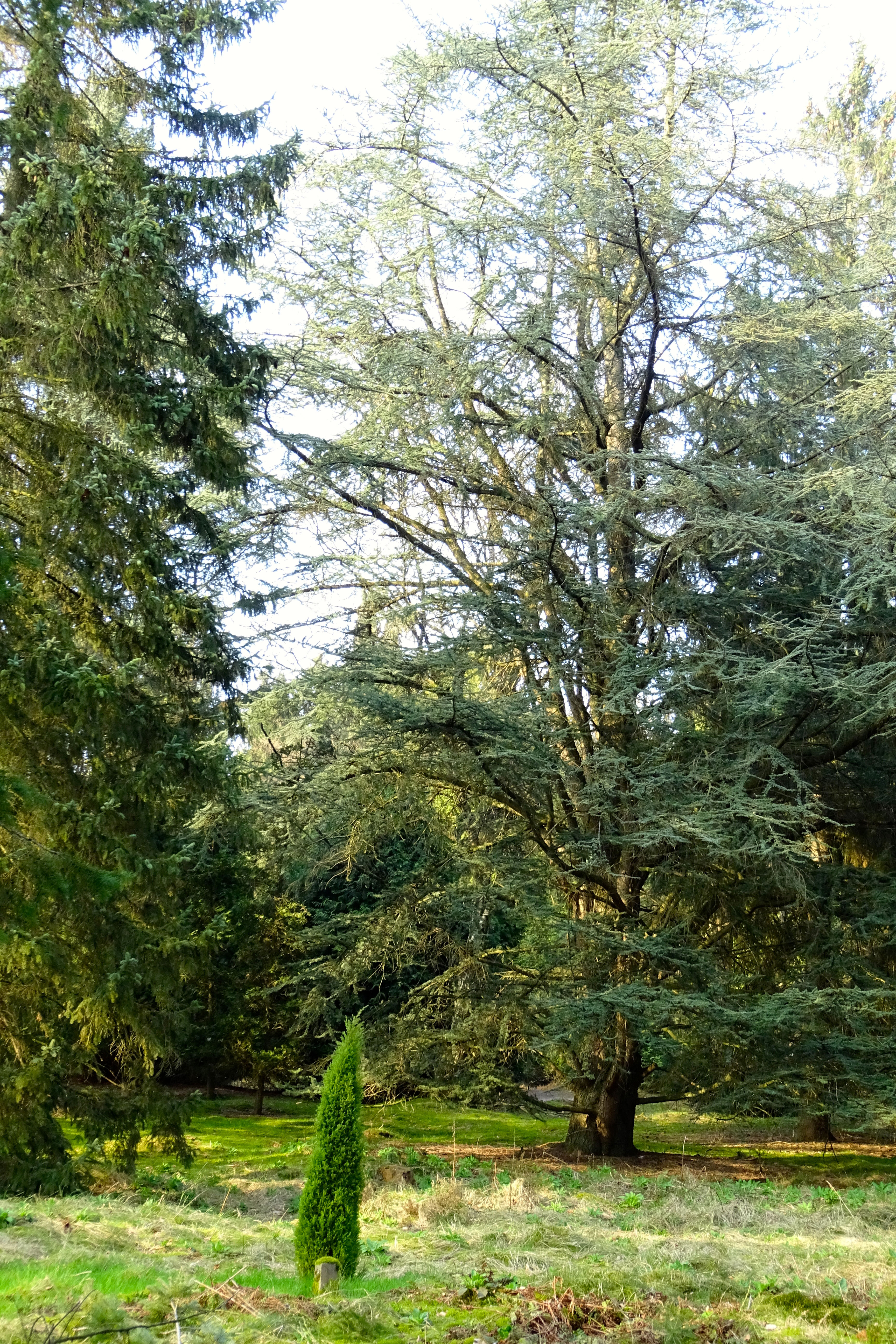